# Panhala
Panhala è una città dell'India di 3.450 abitanti, situata nel distretto di Kolhapur, nello stato federato del Maharashtra. In base al numero di abitanti la città rientra nella classe VI (meno di 5.000 persone).

## Geografia fisica
La città è situata a 16° 49' 0 N e 74° 7' 0 E e ha un'altitudine di 753 m s.l.m..

## Società

### Evoluzione demografica
Al censimento del 2001 la popolazione di Panhala assommava a 3.450 persone, delle quali 1.975 maschi e 1.475 femmine. I bambini di età inferiore o uguale ai sei anni assommavano a 360, dei quali 194 maschi e 166 femmine. Infine, coloro che erano in grado di saper almeno leggere e scrivere erano 2.863, dei quali 1.743 maschi e 1.120 femmine.